# Kjell Lindgren
Kjell Norwood Lindgren (* 23. Januar 1973 in Taipeh, Taiwan) ist ein US-amerikanischer Arzt und Raumfahrer.

## Leben und Ausbildung
Lindgren lebte im Mittleren Westen der USA, verbrachte jedoch seine Kindheit größtenteils in England. Dort besuchte er auch die Lakenheath High School auf dem dortigen Militärflugplatz. Nachdem er die James W. Robinson Secondary School in Fairfax, Virginia abgeschlossen hatte, studierte er an der United States Air Force Academy Biologie und im Nebenfach Mandarin. 1996 erwarb er einen Master of Science der Colorado State University in kardiovaskulärer Physiologie. 2002 folgte der Doktor der Medizin der University of Colorado Denver.
Danach folgte eine dreijährige Ausbildung in Notfallmedizin am Hennepin County Medical Center in Minneapolis, Minnesota. 2006 erhielt er einen Master in Medizinischer Informatik der University of Minnesota. An der University of Texas Medical Branch at Galveston (UTMB) erlangte er 2007 einen Master in Öffentlicher Gesundheit und vervollständigte 2008 seine Ausbildung in Flug- und Raumfahrtmedizin. Lindgren ist zertifizierter Facharzt der Notfallmedizin sowie der Flug- und Raumfahrtmedizin.
Während seiner Zeit an der U.S. Air Force Academy war er Mitglied der „Wings of Blue“ Fallschirmspringer. Für seine Masterarbeit in kardiovaskulärer Physiologie forschte er am Ames Research Center in Sunnyvale, Kalifornien. Ab 2007 arbeitete er als Fliegerarzt für das Lyndon B. Johnson Space Center in Houston, Texas. Dort unterstützte er das ISS-Training im Sternenstädtchen in Russland sowie das Überlebenstraining im Schwarzen Meer in der Ukraine.

## Astronautentätigkeit
Lindgren wurde am 29. Juni 2009 in die 20. NASA-Astronautengruppe gewählt. Die Grundausbildung schloss er im Juni 2011 ab. Danach war er als CAPCOM sowie im Bereich Außenbordeinsätze (EVA) tätig.
Im Juli 2013 wurde Lindgren für einen Langzeitaufenthalt an Bord der ISS nominiert. Er startete  am 22. Juli 2015 zusammen mit dem russischen Kommandanten Oleg Kononenko und dem japanischen Astronauten Kimiya Yui im Raumschiff Sojus TMA-17M zur ISS. Dort arbeitete er bis zum 11. Dezember 2015 als Bordingenieur der ISS-Expeditionen 44 und 45.
Am 28. Oktober und 6. November unternahm Lindgren zusammen mit ISS-Kommandant Scott Kelly zwei Weltraumausstiege. Schwerpunkt der ersten EVA waren verschiedene Arbeiten zur Verbesserung der Raumstation. Hierzu gehörte auch das Anbringen einer Hitzeschutz-Abdeckung am Alpha-Magnet-Spektrometer. Dieser auf dem neuesten Stand der Technik konstruierte Teilchendetektor zur Untersuchung der kosmischen Strahlung war im Jahr 2011 an der Raumstation installiert worden.
Bei der zweiten EVA mit Kelly versuchten sie, die ursprüngliche Konfiguration im Ammoniak-Kühlkreislauf in der Backbord-Seite der Gitterstruktur wiederherzustellen. Bei einem früheren Außenbordeinsatz im November 2012 war versucht worden, ein Leck im Kreislauf ausfindig zu machen, jedoch konnte das Leck inzwischen in einem anderen Teil lokalisiert werden.
Im Juni 2017 war Lindgren Teilnehmer an der Unterwassermission NEEMO-22. Im Dezember 2020 wurde er als Kandidat für Mondflüge im Rahmen des Artemis-Programms ausgewählt und im Februar 2021 als Besatzungsmitglied der ISS-Mission SpaceX Crew-4 im Jahr 2022. Der Start erfolgte am 27. April 2022. Lindgren kehrte mit seiner Crew am 14. Oktober 2022 nach 170 Tagen im All wieder zurück zur Erde.

## Privates
Lindgren ist verheiratet und hat drei Kinder. Seine Hobbys sind Familie, Laufsport, Lesen, Filme, Fotografie, Amateurastronomie, Computer und kirchliche Aktivitäten. Wie viele Astronauten ist auch Kjell Lindgren  Funkamateur mit dem Amateurfunkrufzeichen KO5MOS.